# John Karna
John Timothy Karna (Houston (Texas), 18 november 1992) is een Amerikaans acteur. Hij speelde in diverse films en series, waaronder Premature, Lady Bird en Scream.

## Filmografie

### Film
- 2012: Bindlestiffs, als John Woo
- 2014: Premature, als Rob Crabbe
- 2016: Sugar Mountain, als Josh Miller
- 2017: Lady Bird, als Greg Anrue
- 2021: The Blazing World, als Blake
- 2023: Home Free, als Richard
- 2024: The Dead Thing
- 2025: Burt, als vriend van Punk
- 2025: Foibles, als Jordan

### Televisie
- 2014: The Neighbors, als Hank
- 2014: Law & Order: Special Victims Unit, als Holden March
- 2014: Modern Family, als Alec
- 2014: American Storage, als Charlie
- 2015-2016: Scream, als Noah Foster
- 2016: Chicago Fire, als Alan
- 2018: Dirty John, als Jimmy
- 2019: Valley of the Boom, als Marc Andreessen
- 2019: Masters of Doom, als Tom Hall
- 2021: 9-1-1: Lone Star, als Spence

### Webserie
- 2016: Scream: If I Die, als Noah Foster